# Мот, Флоран
Флора́н Мот (фр. Florent Mothe; 13 мая 1981, Аржантёй, Франция) — французский певец, актёр и музыкант. Сыграл роль Антонио Сальери в мюзикле «Моцарт. Рок-опера», исполнив в нём несколько синглов, включая песню «L’Assasymphonie», ставшую в 2010 году победителем премии NRJ Music Awards в номинации «Песня года».

## Биография
Флоран Мот родился 13 мая 1981 года в Аржантёе (Валь-д’Уаз). Начал заниматься в музыкальной школе в 7 лет. Вскоре освоил флейту, фортепиано, ударные, синтезатор и гитару, но пение всегда оставалось его главным интересом.
В возрасте 15 лет Мот основал свою первую группу Lost Smile, с которой на протяжении шести лет гастролировал по Франции и Германии.
В тот же период он исполнил роль учёного в мюзикле «L’Alphoméga» — в ходе записи альбома и в единственной постановке перед 1000 зрителей.
Затем выступал в Hard Rock Cafe во Франции со своей новой группой Ouija.
В 2007 году уехал в Торонто, где начал сольную карьеру. Флоран Мот выступал на концертах и в престижных клубах Торонто, таких как Mod Club (Amy Winehouse, Muse), Lee’ S Palace или Jeff Healey’s Roadhouse. Неоднократно играл в барах Нью-Йорка.
Джаз превращается в новую любовь и новое влияние. Сара Вон, Билли Холидей, Луи Армстронг и компакт-диски вокальных упражнений — занимают один ряд в его доме.
Выступления и записи Мота, выложенные на его страничке на сайте Myspace, привлекли внимание продюсеров мюзикла «Моцарт. Рок-опера» Дава Аттиа и Альбера Коэна, и они пригласили певца принять участие в кастинге. Он был выбран на роль Антонио Сальери. С 2009 по 2011 год мюзикл увидели зрители Франции, Бельгии и Швейцарии, а Флоран Мот был признан «Франкофонным открытием года» на NRJ Music Awards 2010.
В феврале 2013 года в Киеве состоялась премьера концертной версии мюзикла в сопровождении киевского симфонического оркестра и хора под руководством маэстро Ги Сент-Онжа. Позже её увидели Москва и Санкт-Петербург. В октябре 2013 года концерт снова прошёл в Москве, Санкт-Петербурге, Киеве, а также Одессе. 9 октября 2013 года в Москве прошёл сольный концерт Мота. В конце 2013 года началась работа над русской версией мюзикла «Моцарт. Рок-опера», в которой Флоран Мот в роли Сальери должен был стать единственным исполнителем из оригинальной труппы. Выход русской версии был намечен на март 2015 года, однако работа над проектом была прервана.
8 апреля 2013 года вышел первый сольный альбом Мота Rock In Chair (chair в переводе с фр. — «плоть»).
В 2015 году Флоран Мот исполнил главную роль в мюзикле Дава Аттиа «Легенда о короле Артуре».

## Дискография

#### Lost Smile
- Les Couleurs
- St@w@c@
- Dogma

#### Сольные песни
- Joachim
- Here we go again lies lies lies
- Mrs Mary
- Alone
- Your eyes
- Goodbye
- You
- Walk the line

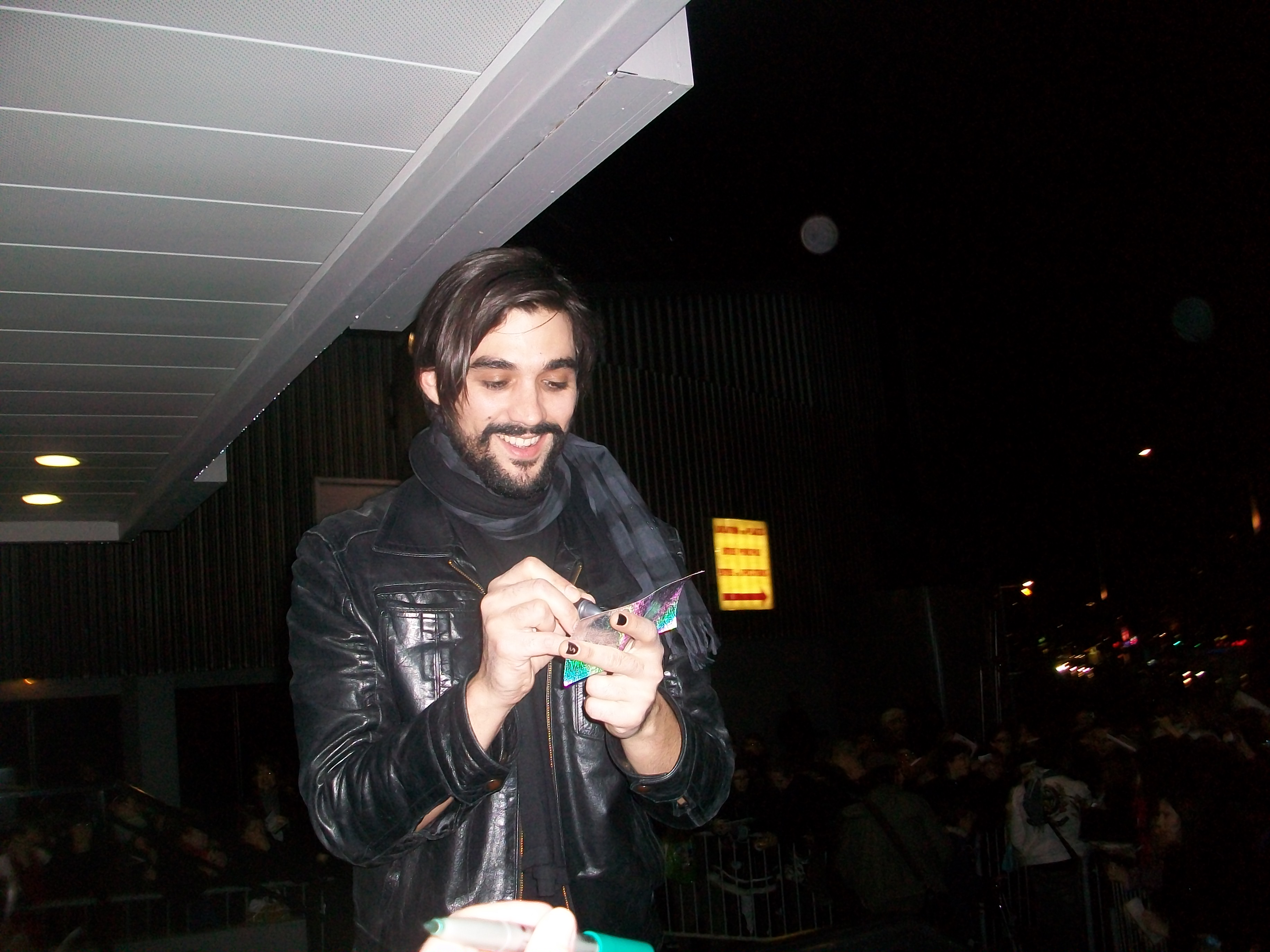
Флоран Мот после спектакля Mozart l’Opéra rock. Париж, Дворец спорта, 5.12.2009

- Flow’s bohemian rhapsody (cover Queen)
- Song for a lunatic
- Lover you should have come over
- New York Avec Toi
- Home Sweet Home
- Bye Bye
- Marilyn
- L’Hymne à l’Amour

#### Mozart, l’opéra rock
- Vivre à en Crever (дуэт с Микеланджело Локонте)
- L’Assasymphonie
- Le Bien qui fait Mal (с труппой Моцарт. Рок-опера)
- Victime de ma Victoire
- Debout les Fous (с труппой Моцарт. Рок-опера)
- C’est bientôt la Fin (с труппой Моцарт. Рок-опера)

#### Rock In Chair
- Arrête
- Love
- Je ne sais pas
- Les blessures qui ne se voient pas
- Mes eléphants roses
- Alleluia [c’est la crise]
- Je roule des pouces
- Rocking chair
- Tu m’effaces
- Astérisque
- Tant de lendemains
- Open space circus [tais-toi et chante]
- Ma blonde et moi [marilyn]
- Bohemian rhapsody

#### Другие проекты
- Sweet dreams (Kong! happy party in paris)
- Je te promets (feat Claire Keim)
- On ira (feat Judith) (Génération Goldman)
- Famille (Collégiale) (Génération Goldman)

La Legende du roi Arthur
- Auprès d’un autre
- Je me relève
- Si je te promets
- Le Serment d’Arthur
- Mon Combat